# Lan (tên)
Lan là tên riêng, thường sử dụng trong tiếng Hán và tiếng Việt để đặt cho phụ nữ.

## Tên theo cách đặt Đông Á
- Hương Lan (sinh 1956), ca sĩ Việt Nam
- La Lan (sinh 1934), nữ diễn viên Hồng Kông
- Ngọc Lan (1956-2001), ca sĩ Việt Nam
- Trần Đồng Lan (sinh 1997), nữ diễn viên Mỹ gốc Việt
- Xuân Lan (sinh 1978), siêu mẫu Việt Nam
- Trương Mỹ Lan (sinh 1956) tên thường gọi của Trương Muội, nữ tỉ phú người Việt

## Tên theo cách đặt phương Tây
- Lan Cao (sinh 1961), tiểu thuyết gia người Mỹ gốc Việt

## Giả tưởng
- Lan, nhật vật truyện ngắn Gió lạnh đầu mùa của Thạch Lam
- Lan Fan, một nhân vật phụ trong manga Fullmetal Alchemist
- Lan Kellyan, nhân vật hư cấu trong cuốn sách Monarch, the Big Bear of Tallac của Ernest Thompson Seton
- Nguyễn Thị Lan, nhân vật chính trong Tắt lửa lòng của Nguyễn Công Hoan và câu chuyện Lan và Điệp